# Proteuxoa obsolescens
Proteuxoa obsolescens är en fjärilsart som beskrevs av Warren. Proteuxoa obsolescens ingår i släktet Proteuxoa och familjen nattflyn. Inga underarter finns listade i Catalogue of Life.